# 秀堃
秀堃（1774年—1843年），原名秀寧，字琪原，一字楚翘，号松坪，晚号锄月老人，他塔喇氏，满洲正蓝旗人。清朝官员、翰林。

## 生平
原名秀寧，爲避道光帝諱，改名秀堃。秀堃在兄弟中排行第二。乾隆三十九年（1774年）生。嘉庆三年（1798年）中举人。嘉庆六年（1801年）中进士。任翰林院庶吉士、编修、侍讲学士、侍读学士、翰林院掌院、经筵讲官、起居注官、武英殿總裁。公中佐领，历任光祿寺少卿、礼部左侍郎（嘉庆十四年、十八年两次出任，兼管理寺事大臣）、吏部左侍郎（管理咸安宫官學、光祿寺事務）、刑部左侍郎，兼任正蓝旗汉军副都统、正白旗漢軍副都統、镶蓝旗滿洲副統領、正紅旗滿洲副統領。
秀堃致仕后，在八大处龙王堂隐居，在龙王堂及八大处留下了诗文和墨宝，题写“古刹龙王堂”匾额。密友貴慶亦隱居西山八大處。
曾任《钦定全唐文》副總裁官。鉴于《他塔喇氏家谱》自乾隆庚戌年、辛亥年（1790年、1791年）增修后，未曾续修，他在嘉庆辛未（1811年）冬，取旧谱增补，嘉庆十九年（1814年）撰成《他塔喇氏家谱》三卷、《本支家谱》一卷、《他塔喇氏西祖以下近支宗谱》一卷告成，后来又在道光十五年（1835年）重修。